# Ириюл
Ириюл (устар. Ири-Юл) — река в Томской области России, правый приток Улуюла. Устье реки находится в 89 км от устья Улуюла по правому берегу. Протяжённость реки 35 км. Высота устья — 94 м. Высота истока — 156 м.

## Данные водного реестра
По данным государственного водного реестра России относится к Верхнеобскому бассейновому округу, водохозяйственный участок реки — Чулым от водомерного поста села Зырянское до устья, речной подбассейн реки — Чулым. Речной бассейн реки — (Верхняя) Обь до впадения Иртыша.
Код водного объекта — 13010400312115200022206.